# Liga Bet
La Liga Bet (in ebraico ליגה ב‎?, cioè "Serie B") è la quarta divisione del campionato israeliano di calcio.
Istituita nel 1951, costituì la seconda divisione del campionato nazionale per le stagioni 1951-1952 e 1953-1954.
A partire dal 1974, con l'istituzione della Liga Artzit, la Liga Bet divenne la terza divisione.
Nel 1999, l'IFA introdusse la Ligat ha'Al quale nuova prima divisione. Ciò provocò il declassamento di tutte le preesistenti serie: conseguentemente, la Liga Bet divenne la quinta serie.
Nel 2009, con la soppressione della Liga Artzit, la Liga Bet è tornata ad essere la quarta divisione.

## Formula
Le 64 squadre della Liga Bet sono suddivise in quattro gironi, due relativo alla parte settentrionale (Girone Nord A e Girone Nord B) e l'altro a quella meridionale (Girone Sud A e Girone Sud B) del Paese.
In ciascun girone, i club si affrontano tutti in doppie sfide di andata e ritorno, per un totale di 30 giornate. Le vincitrici sono promosse in Liga Alef.
Le ultime due classificate di ciascun girone sono, invece, retrocesse in Liga Gimel.